# Souris sauteuse des champs
Zapus hudsonius
Espèce
Statut de conservation UICN

 LC  : Préoccupation mineure
La souris sauteuse des champs (Zapus hudsonius) est un rongeur de la famille des Dipodidés. Cette souris sauteuse vit en Amérique du Nord.

## Alimentation
Le régime alimentaire varie en fonction de la saison. Il est composé majoritairement d'insectes au début du printemps, de graines et de fruits en été et enfin de champignons (particulièrement d'Endogone) en fin d'été et en automne.

Carte de répartition

## Liste des sous-espèces
Selon NCBI (9 mai 2010) :
- sous-espèce Zapus hudsonius campestris
- sous-espèce Zapus hudsonius intermedius
- sous-espèce Zapus hudsonius luteus
- sous-espèce Zapus hudsonius pallidus
- sous-espèce Zapus hudsonius preblei